# Milo Beretta
Milo Beretta (Montevideo, 28 de diciembre de 1875 - 27 de diciembre de 1935) fue un pintor uruguayo.

## Biografía
Desde temprana edad comenzó sus estudios de música con Camilo Giucci y de pintura con Miguel Pallejá. En 1888 emprende su primer viaje a Europa con la finalidad de perfeccionar su formación musical. Allí estudia con el profesor Marmontel. Milo comienza de esta forma su estadía en Europa, permaneciendo en varios puntos, principalmente París y definiéndose por su veta de artista plástico. Esta definición fue fuertemente influida por el escultor impresionista Medardo Rosso de quien Berreta fue amigo y discípulo.
En París toma contacto con el ambiente plástico finisecular y produce una colección de obras consideradas audaces para la época. En 1898 se radica nuevamente en Montevideo y funda su taller en la calle Lugano, en el Prado donde estableció una muestra permanente de ceras y bronces de Medardo Rosso, distintas obras de Édouard Vuillard y Pierre Bonnard y "La diligencia a Tarascón" de Van Gogh, entre otras. Esta colección actualmente se encuentra dispersa.
De este modo, Beretta se convierte además de pintor y coleccionista, en difusor cultural ya que su taller fue una referencia de las tertulias culturales del Montevideo de principios de siglo XX. Dicho taller fue también el escenario de la fundación en 1931 de la sociedad "Amigos del Arte".
Junto a un importante número de artistas uruguayos, participa de distintas exposiciones internacionales como la Exposición del Centenario Argentino en Buenos Aires en 1910, en Panamá-Pacific (San Francisco (California)) en 1915, en Río de Janeiro en 1922 y en Santiago de Chile en 1925. En 1930 lleva a cabo en su taller una retrospectiva de su obra.

## Selección de obras
- Las lavanderas en el Paraguay

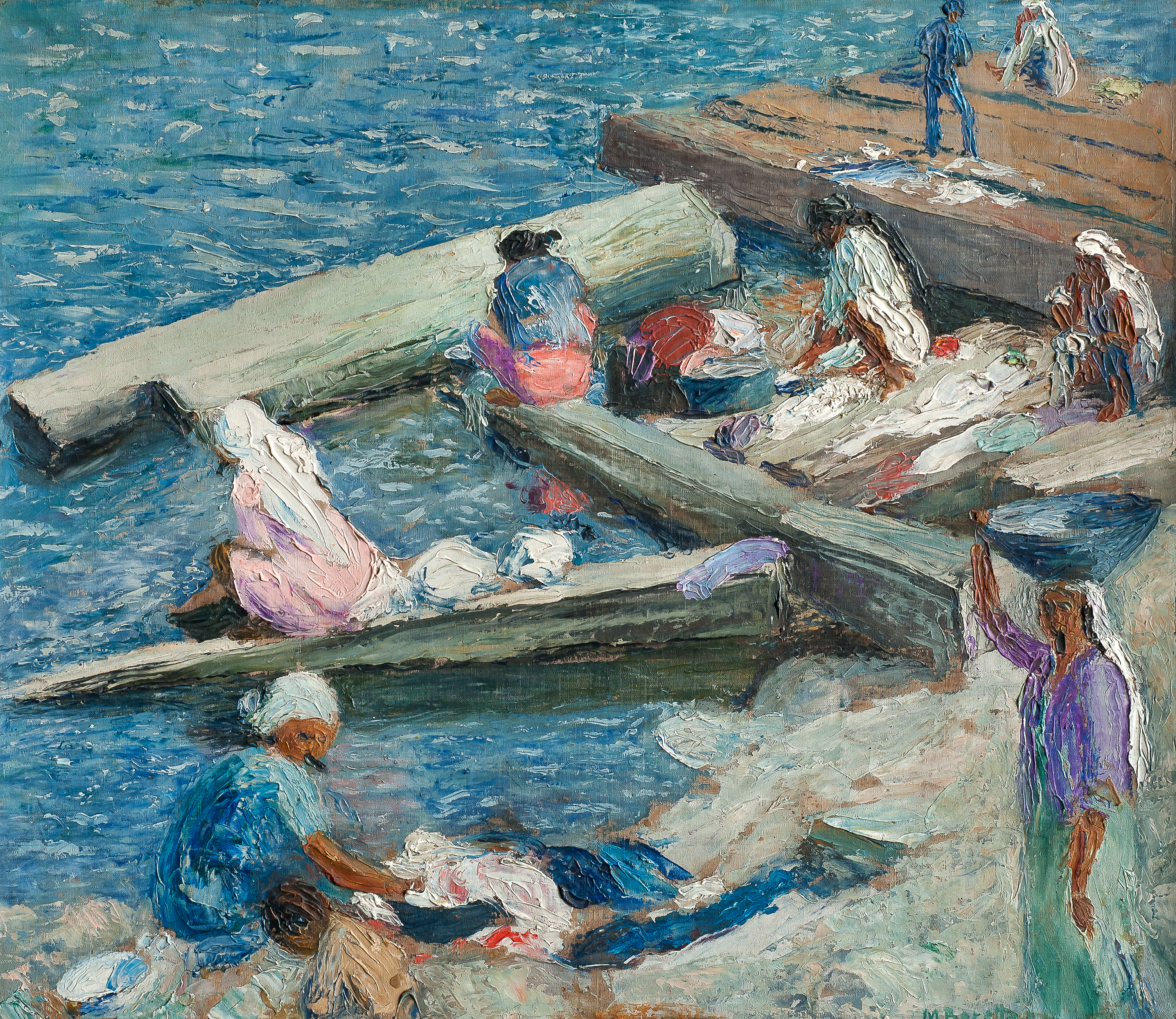
Las Lavanderas en el Paraguay.

- Jardín Montevideano (adquirido por el entonces Ministerio de Instrucción Pública)
- La gruta de Punta Ballena (adquirido en ese entonces por el Ministerio de Relaciones Exteriores de Brasil)